# Maksimka
Maksimka (Максимка) è un film del 1952 diretto da Vladimir Aleksandrovič Braun.